# Grude
Grude è un comune della Federazione di Bosnia ed Erzegovina situato nel Cantone dell'Erzegovina Occidentale con 17 865 abitanti al censimento 2013.
Durante la guerra in Bosnia, Grude è stata capitale de facto dei secessionisti croati della Repubblica Croata dell'Erzeg-Bosnia.

## Geografia antropica

### Località
La municipalità di Grude è composta dalle seguenti 13 località:
- Blaževići
- Borajna
- Donji Mamići
- Dragičina
- Drinovačko Brdo
- Drinovci
- Gorica
- Grude
- Jabuka
- Puteševica
- Ružići
- Sovići
- Tihaljina

## Amministrazione

### Gemellaggi
- Slunj
- Baldissero Torinese, dal 2002[3]